# Julian Lelieveld
Julian Lelieveld (Arnhem, 24 de noviembre de 1997) es un futbolista neerlandés que juega de defensa en el Wisła Cracovia de la I Liga de Polonia.

## Carrera
Lelieveld empezó a jugar al fútbol con los jóvenes del VV Hattem. En 2006 se incorporó en el equipo de formación del Vitesse/AGOVV. El 7 de julio de 2014 firmó Lelieveld un contrato con el Vitesse hasta mediados de 2016, con opción de una temporada adicional. En las temporadas 2014-15 y 2015-16 Lelieveld jugó con el Vitesse sub-19 y el segundo equipo del Vitesse. En diciembre de 2015, firmó un nuevo contrato hasta mediados de 2020.
El 30 de julio de 2015 debutó Lelieveld a la edad de 17 años en el primer equipo de Vitesse, en el partido contra el Southampton en la tercera ronda de clasificación de la Europa League. Lelieveld reemplazó en este partido a Kevin Diks en el minuto 92. Vitesse ha ganado durante la estancia de Lelieveld, la Copa KNVB, pero Lelieveld no ha jugado suficientes partidos para el reconocimiento de este título. Con el segundo equipo del Vitesse, terminó en 2017 en el decimoséptimo lugar y fueron relegados a la Tercera división.

## Clubes
| Club                     | País         | Año       |
| ------------------------ | ------------ | --------- |
| S. B. V. Vitesse         | Países Bajos | 2015-2020 |
| Go Ahead Eagles (cedido) | Países Bajos | 2018-2019 |
| De Graafschap            | Países Bajos | 2020-2022 |
| RKC Waalwijk             | Países Bajos | 2022-2025 |
| Wisła Cracovia           | Polonia      | 2025-     |